# Bastanäsagöl
Bastanäsagöl är en sjö i Tingsryds kommun i Småland och ingår i Ronnebyåns huvudavrinningsområde. Sjön har en area på 0,0996 kvadratkilometer och ligger 138 meter över havet.

## Delavrinningsområde
Bastanäsagöl ingår i det delavrinningsområde (628272-145771) som SMHI kallar för Utloppet av Linnerydssjön. Medelhöjden är 150 meter över havet och ytan är 40,67 kvadratkilometer. Det finns inga avrinningsområden uppströms utan avrinningsområdet är högsta punkten. Stångsmålaån som avvattnar avrinningsområdet har biflödesordning 2, vilket innebär att vattnet flödar genom totalt 2 vattendrag innan det når havet efter 67 kilometer. Avrinningsområdet består mestadels av skog (62 procent) och jordbruk (18 procent). Avrinningsområdet har 2,34 kvadratkilometer vattenytor vilket ger det en sjöprocent på 5,7 procent. Bebyggelsen i området täcker en yta av 1,05 kvadratkilometer eller 3 procent av avrinningsområdet.